# Fronteira Macedónia–Sérvia
A fronteira entre a Macedônia e a Sérvia é uma linha sinuosa de 221 km de extensão, no sentido leste-oeste, ao norte da Macedônia, que separa o país da Sérvia. Pouco menos dos dois terços oeste dessa fronteira fazem divisa entre Kosovo  (Independência da Sérvia ainda não reconhecida) e Macedônia. No extremo leste da linha fronteiriça fica a fronteira tríplice Sérvia-Macedônia-Bulgária e no oeste o ponto triplo é Sérvia (região Kosovo e Metohia)-Macedônia-Albânia.
Ficam próximas da fronteira as cidades Macedônias de Kumanovo (próxima à Sérvia), Skopje (capital) e Tetovo (as duas próximas ao Kosovo). Cidades quase fronteiriças do Kosovo (Sérvia) são Prizren e Urosevac e da própria Sérvia é a cidade de Vranje.
Até 1991, antes da dissolução da Iugoslávia essa fronteira era entre partes desse país,  não uma fronteira internacional. Com a futura possível independência de Kosovo essa fronteira será dividida em duas, trechos de fronteira da Macedônia com diferentes nações.

## Traçado
O traçado inicia-se no oeste na tríplice fronteira entre a Sérvia, Macedônia do Norte e Bulgária, segue para oeste sobre as montanhas Dukat, Kozjak, Skopska Crna Gora (1219 m), Montes Šar e chega na tríplice fronteira entre a Sérvia, Macedônia do Norte e Albânia, onde o Monte Korab (2764 m) está localizado.

## História
Desde o Tratado de Bucareste (1913), que pôs fim à Segunda Guerra dos Balcãs, a Macedônia foi primeiro parte do Reino da Sérvia, depois do Reino da Iugoslávia e posteriormente da República Socialista Federal da Iugoslávia como República Socialista da Macedônia. No contexto da dissolução da Iugoslávia, em 1991, a Macedônia tornou-se independente e foi reconhecida pela Sérvia em 8 de abril de 1996. Em 2008 houve uma ruptura nas relações entre os dois países quando a Macedônia reconheceu a independência de Kosovo, embora as relações tenham sido restabelecidas em 2009.